# Машерова, Наталья Петровна
Наталья Петровна Машерова (род. 18 апреля 1945, Вилейка, Молодечненская область, БССР) — белорусский политик, доктор философских наук. Дочь П. М. Машерова.

## Биография
Окончила Белорусский государственный университет, филолог.
Работала в Белорусском государственном университете.
Депутат Палаты представителей Национального собрания Республики Беларусь второго созыва.
Выдвигала свою кандидатуру на белорусских президентских выборах 2001 года, инициативная группа по выдвижению кандидатом в президенты Республики Беларусь была зарегистрирована в количестве 1281 человек, но до завершения срока сбора подписей Наталья Машерова отозвала своё заявление.
Замужем, имеет двух дочерей-близнецов и сына.